# ショーン・ペン
ショーン・ペン（Sean Penn, 1960年8月17日 - ）は、アメリカ合衆国の俳優、映画監督。

## 来歴

### 生い立ち
カリフォルニア州サンタモニカで生まれる。父レオ・ペンは俳優兼映画監督、母アイリーン・ライアンは女優。兄のマイケル・ペンは、ミュージシャンであり、エイミー・マンの夫でもある。弟のクリス・ペンも俳優だった。祖父母はリトアニア及びロシアからのユダヤ人、母はイタリア人及びアイルランド人の、父はスペイン人の血を引く。父方の旧姓はPiñon（ピニョン）であり、セファルディムの子孫とされる。

### キャリア
父レオの監督する大草原の小さな家第112話『ジョーンズおじさんの鐘』にてノンクレジットながら初めて名前付きの役を演じる。
1979年にテレビ映画『誰がウェブスターを殺したか』で注目を集め、1981年に『タップス』で映画デビューを果たすと、翌年には『初体験/リッジモント・ハイ』で初主演を務める。
1989年の『俺たちは天使じゃない』ではロバート・デ・ニーロと、1993年の『カリートの道』ではアル・パチーノと共演。当時としては格上であった俳優達を相手に一歩も引けを取らない演技を披露し、高い評価を獲得していく。

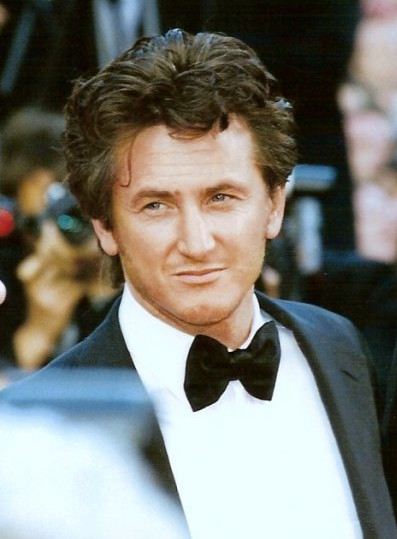
1997年カンヌ国際映画祭にて

1995年、『デッドマン・ウォーキング』で死刑を目の前にした殺人鬼を演じると、批評家や観客から演技を絶賛され、翌年にベルリン国際映画祭男優賞を受賞、アカデミー主演男優賞に初ノミネートされる。翌年の1997年にはジョン・カサヴェテスの遺稿を映画化した『シーズ・ソー・ラヴリー』でカンヌ国際映画祭 男優賞を受賞、更にその翌年の1998年には『キャスティング・ディレクター』でヴェネツィア国際映画祭 男優賞を受賞し、3年連続受賞で世界三大映画祭の男優賞を制覇。
その後もテレンス・マリック監督の20年振りの復帰作である『シン・レッド・ライン』や、2度目のアカデミー主演男優賞ノミネートを果たしたウディ・アレン監督作品『ギター弾きの恋』等、伝説的監督の作品に連続して出演。2001年には『アイ・アム・サム』で7歳の知能しか持たない父親という難役に挑戦。観客の感涙を誘う演技を披露し、3度目のアカデミー主演男優賞ノミネートを受ける。
2003年公開のクリント・イーストウッド監督作品『ミスティック・リバー』で娘を殺されて復讐に燃える父親を演じ、4度目にして悲願となるアカデミー主演男優賞を受賞した。また、同年にはアレハンドロ・ゴンサレス・イニャリトゥ監督作品『21グラム』で余命僅かながらも臓器移植を受けた男を演じ、2度目となるヴェネツィア国際映画祭 男優賞を受賞する。

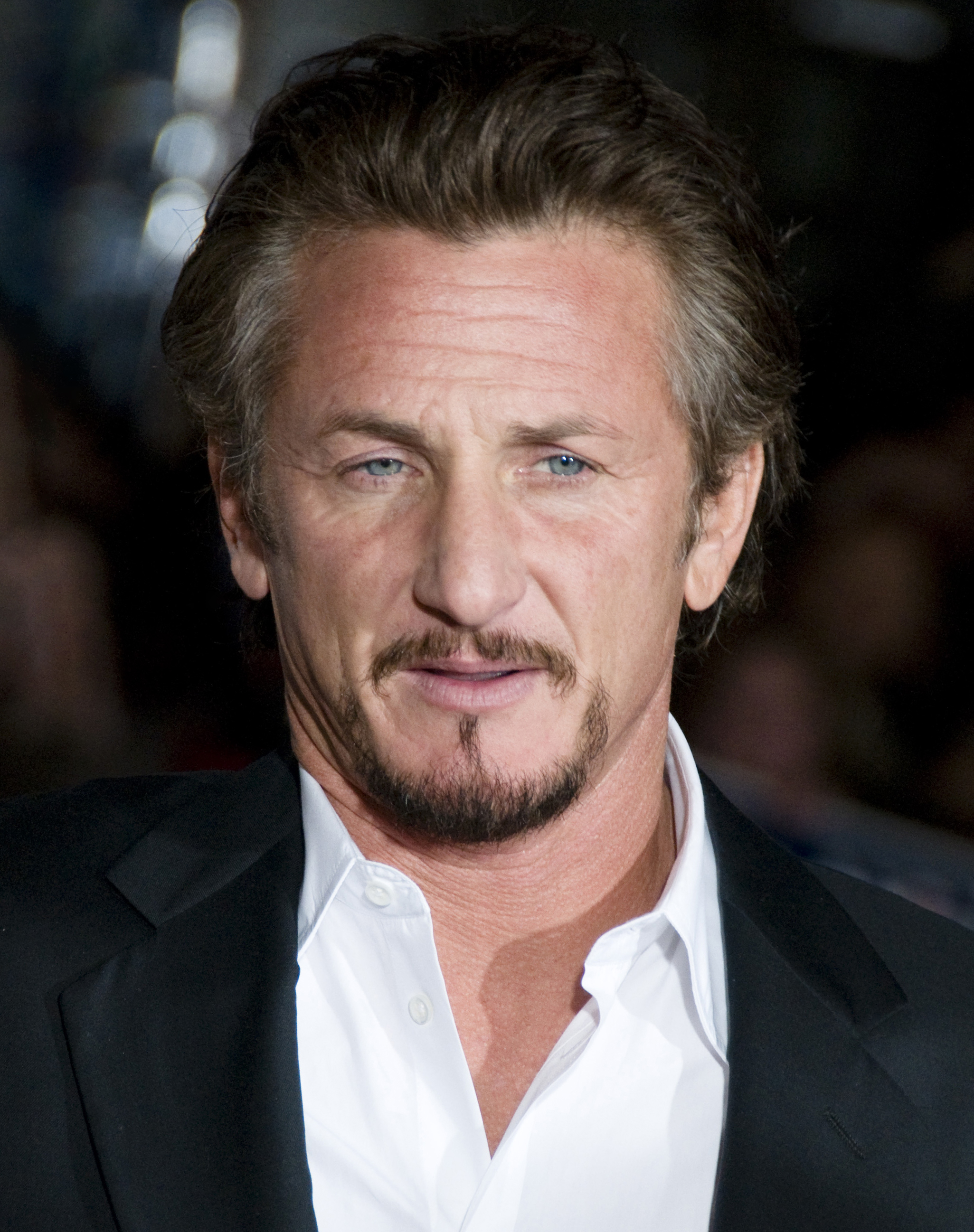
2008年

2008年にはハーヴェイ・ミルクを演じた『ミルク』で2度目となるアカデミー主演男優賞を受賞。同年の第61回カンヌ国際映画祭では審査員長を務めた。

### 監督業
1991年の『インディアン・ランナー』以降、映画監督にも進出しており、2007年の『イントゥ・ザ・ワイルド』は自身の監督作品として最高評価を獲得し、アカデミー賞でも2部門にノミネートされた。
2022年、ウクライナ危機についてのドキュメンタリー映画制作に着手し、取材の一環としてロシアのウクライナ侵攻が始まった同年2月24日に、首都キーウでウクライナのゼレンスキー大統領と対談。戦火のなかで安否が懸念されていたが、同月28日に公式Twitterでポーランドの国境に辿り着いたことを明らかにした。

### 私生活

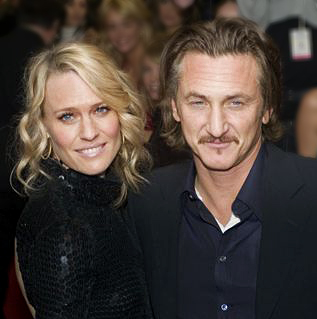
前妻ロビン・ライトとのツーショット（2006年）

1985年に歌手のマドンナと結婚したが、4年後に離婚。1987年には飲酒運転と暴行で逮捕、6ヶ月の実刑を受けている。
1991年から女優のロビン・ライトと交際（同棲）し、1991年に長女ディラン・フランシスが、1993年に長男（ホッパー・ジャック）が誕生。1996年に結婚。おしどり夫婦として知られていたが、2007年12月に二人の離婚申請が『ピープル』誌に掲載された。だが翌2008年4月に申請を撤回し復縁した。2009年4月、今度はショーンの方から法的別居を申請。だが3週間後の5月下旬にはまたこの申請の取り消しを求めるなど夫婦間のゴタゴタが続いた。後日、夫妻は再度離婚を申請し2010年7月正式に離婚が成立した。
捕鯨に対する抗議活動などをおこなっている環境保護団体のシーシェパードを支援している。
2013年から女優のシャーリーズ・セロンと交際し婚約までしたが、2015年に破局。
翌2016年から女優レイラ・ジョージと交際を始め、2020年に結婚。結婚は三度目。

## 主な作品

### 出演
| 公開年 | 邦題 原題                                                               | 役名                                  | 備考 | 吹き替え                                                      |
| ------ | ----------------------------------------------------------------------- | ------------------------------------- | --- | ------------------------------------------------------------- |
| 1981年 | 誰がウェブスターを殺したか The Killing of Randy Webster                 | ドン・フレモント                      | テレビ映画 別題『ランディーは殺されたのか』                                                                                 |                                                               |
| 1981年 | タップス Taps                                                           | アレックス・ドワイヤー                | | 村山明（フジテレビ版）                                        |
| 1982年 | 初体験/リッジモント・ハイ Fast Times at Ridgemont High                  | ジェフ・スピコリ                      | | 鈴置洋孝（フジテレビ版） 中村章吾（VOD版）                    |
| 1983年 | Summerspell                                                             | ブディ                                | 日本未公開 | N/A                                                           |
| 1983年 | バッド・ボーイズ Badboys                                                | ミック・オブライエン                  | | 関俊彦（テレビ東京版）                                        |
| 1984年 | クラッカーズ/警報システムを突破せよ! Crackers                           | ディラード                            | |                                                               |
| 1984年 | 月を追いかけて Racing with the Moon                                     | ヘンリー・“ホッパー”・ナッシュ / ルー | 日本劇場未公開 |                                                               |
| 1985年 | コードネームはファルコン The Falcon and the Snowman                     | ドールトン・リー                      | | 牛山茂（テレビ朝日版）                                        |
| 1986年 | ロンリー・ブラッド At Close Range                                       | ブラッド・ホワイトウッド.Jr           | | （吹き替え版なし）                                            |
| 1986年 | 上海サプライズ Shanghai Surprise                                        | グレンドン・ウェイシー                | | 富山敬                                                        |
| 1987年 | ディア・アメリカ 戦場からの手紙 Dear America: Letters Home from Vietnam | ナレーター                            | 日本劇場未公開 | （吹き替え版なし）                                            |
| 1988年 | Cool Blue                                                               | フィル                                | クレジット表記なし 日本未公開                                                                                               | N/A                                                           |
| 1988年 | カラーズ 天使の消えた街 Colors                                          | ダニー・マクガヴァン                  | | 安原義人（テレビ朝日版）                                      |
| 1988年 | ジャッジメント・イン・ベルリン Judgment in Berlin                       | グンサーX                             | 別題『ジャッジメント・イン・ベルリン 自由への扉』 日本劇場未公開                                                            |                                                               |
| 1989年 | カジュアリティーズ Casualties of War                                    | トニー・ミザーヴ軍曹                  | | 納谷六朗（ソフト版） 江原正士（フジテレビ版）                 |
| 1989年 | 俺たちは天使じゃない We're No Angels                                    | ジム                                  | | 安原義人                                                      |
| 1990年 | ステート・オブ・グレース State of Grace                                 | テリーヌーナン                        | | 安原義人（ソフト版） 平田広明（テレビ東京版）                 |
| 1991年 | Schneeweißrosenrot                                                      | 本人                                  | ドキュメンタリー | N/A                                                           |
| 1992年 | Cruise Control                                                          | ジェフリー                            | 短編映画 | N/A                                                           |
| 1993年 | The Last Party                                                          | 本人                                  | ドキュメンタリー | N/A                                                           |
| 1993年 | カリートの道 Carlito's Way                                              | デイヴィッド・クレインフェルド        | ゴールデングローブ賞 助演男優賞ノミネート                                                                                   | 安原義人                                                      |
| 1995年 | デッドマン・ウォーキング Dead Man Walking                               | マシュー・ポンスレット                | ベルリン国際映画祭銀熊賞 (男優賞)受賞 アカデミー主演男優賞ノミネート ゴールデングローブ賞 主演男優賞 (ドラマ部門)ノミネート | 大塚芳忠（ソフト版） 家中宏（テレビ東京版）                   |
| 1997年 | ギルティ・オブ・ラブ Loved                                              | Man on the Hill (Michael)             | 日本劇場未公開 |                                                               |
| 1997年 | シーズ・ソー・ラヴリー She's So Lovely                                  | エディ・クィン                        | カンヌ国際映画祭 男優賞受賞                                                                                                 | 池田秀一                                                      |
| 1997年 | Uターン U Turn                                                          | ボビー・クーパー                      | | 山路和弘                                                      |
| 1997年 | ゲーム The Game                                                         | コンラッド・ヴァン・オートン          | | 森田順平（ソフト版） 堀内賢雄（テレビ朝日版） 土田大（VOD版） |
| 1997年 | ヒューゴ・プール Hugo Pool                                              | 奇妙なヒッチハイカー                  | | 山路和弘                                                      |
| 1998年 | キャスティング・ディレクター Hurlyburly                                 | エディ                                | ヴェネツィア国際映画祭 男優賞受賞                                                                                           | （吹き替え版なし）                                            |
| 1998年 | シン・レッド・ライン The Thin Red Line                                  | ウェルシュ曹長                        | | 山路和弘                                                      |
| 1999年 | マルコヴィッチの穴 Being John Malkovich                                 | 本人                                  | クレジット表記なし |                                                               |
| 1999年 | ギター弾きの恋 Sweet and Lowdown                                        | エメット・レイ                        | アカデミー主演男優賞ノミネート ゴールデングローブ賞 主演男優賞 (ドラマ部門)ノミネート                                       | 岩崎ひろし                                                    |
| 2000年 | A Constant Forge                                                        | 本人                                  | ドキュメンタリー | N/A                                                           |
| 2000年 | 真夜中の銃声 Up at the Villa                                            | ローリー・フリント                    | 日本劇場未公開 | 内田夕夜                                                      |
| 2000年 | 夜になるまえに Before Night Falls                                       | クコ・サンチェス                      | | 宗矢樹頼                                                      |
| 2000年 | 悪魔の呼ぶ海へ The Weight of Water                                      | トーマス・ジェーンズ                  | 日本劇場未公開 | 吉見一豊                                                      |
| 2001年 | DOGTOWN & Z-BOYS Dogtown and Z-Boys                                     | ナレーター                            | ドキュメンタリー | （吹き替え版なし）                                            |
| 2001年 | The Beaver Trilogy                                                      | Groovin' Larry (segment Beaver Kid 2) | 日本未公開 | N/A                                                           |
| 2001年 | Scene Smoking: Cigarettes, Cinema & the Myth of Cool                    | 本人                                  | ドキュメンタリー | N/A                                                           |
| 2001年 | See How They Run                                                        | 本人                                  | ドキュメンタリー | N/A                                                           |
| 2001年 | アイ・アム・サム I Am Sam                                               | サム・ドーソン                        | アカデミー主演男優賞ノミネート ゴールデングローブ賞 主演男優賞 (ドラマ部門)ノミネート                                       | 山路和弘（ソフト版） 平田広明（日本テレビ版）                 |
| 2003年 | アンビリーバブル It's All About Love                                    | マルチェロ                            | 日本劇場未公開 | 山路和弘                                                      |
| 2003年 | ミスティック・リバー Mystic River                                       | ジミー・マーカム                      | アカデミー主演男優賞受賞 ゴールデングローブ賞 主演男優賞 (ドラマ部門)受賞 英国アカデミー賞 主演男優賞ノミネート             | 山路和弘                                                      |
| 2003年 | 21グラム 21 Grams                                                       | ポール・リヴァーズ                    | ヴェネツィア国際映画祭 男優賞受賞 英国アカデミー賞 主演男優賞ノミネート                                                     | 家中宏                                                        |
| 2004年 | リチャード・ニクソン暗殺を企てた男 The Assassination of Richard Nixon   | サミュエル・J・ビック                 | | 内田夕夜                                                      |
| 2005年 | ザ・インタープリター The Interpreter                                    | トビン・ケラー                        | | 山路和弘                                                      |
| 2006年 | オール・ザ・キングスメン All the King's Men                             | ウィリー・スターク                    | | 内田直哉                                                      |
| 2008年 | ミルク Milk                                                             | ハーヴェイ・ミルク                    | アカデミー主演男優賞受賞 ゴールデングローブ賞 主演男優賞 (ドラマ部門)ノミネート 英国アカデミー賞 主演男優賞ノミネート       | 清水明彦                                                      |
| 2008年 | Witch Hunt                                                              | ナレーター                            | ドキュメンタリー | N/A                                                           |
| 2008年 | トラブル・イン・ハリウッド What Just Happened                           | 本人役                                | | 東和良                                                        |
| 2010年 | フェア・ゲーム Fair Game                                                | ジョゼフ・ウィルソン                  | | 山路和弘                                                      |
| 2011年 | ツリー・オブ・ライフ The Tree of Life                                   | ジャック                              | | 山路和弘                                                      |
| 2011年 | きっと ここが帰る場所 This Must Be the Place                            | シャイアン                            | | （吹き替え版なし）                                            |
| 2013年 | L.A. ギャング ストーリー Gangster Squad                                 | ミッキー・コーエン                    | | 山路和弘                                                      |
| 2013年 | LIFE! The Secret Life of Walter Mitty                                   | ショーン・オコンネル                  | | 山路和弘                                                      |
| 2015年 | ザ・ガンマン The Gunman                                                 | ジム・テイラー                        | 兼製作 | 山路和弘                                                      |
| 2016年 | アングリーバード The Angry Birds Movie                                  | テレンス                              | 声の出演 |                                                               |
| 2019年 | 博士と狂人 The Professor and the Madman                                 | ウィリアム・マイナー                  | | 山路和弘                                                      |
| 2021年 | フラッグ・デイ 父を想う日 Flag Day                                      | ジョン・ヴォーゲル                    | 兼監督 | （吹き替え版なし）                                            |
| 2021年 | リコリス・ピザ Licorice Pizza                                           | ジャック・ホールデン                  | | （吹き替え版なし）                                            |
| 2023年 | アスファルト・シティ Asphalt City                                       | ジーン・ルトコフスキー                | 兼製作 |                                                               |
| 2023年 | ドライブ・イン・マンハッタン Daddio                                     | クラーク                              | |                                                               |
| 2023年 | Gonzo Girl                                                              |                                       | | N/A                                                           |
| 2025年 | ワン・バトル・アフター・アナザー One Battle After Another               | スティーブン・J・ロックジョー         | ポストプロダクション |                                                               |

### 監督
| 公開年 | 邦題 原題                                       | 主演                     |
| ------ | ----------------------------------------------- | ------------------------ |
| 1991年 | インディアン・ランナー The Indian Runner        | ヴィゴ・モーテンセン     |
| 1995年 | クロッシング・ガード The Crossing Guard         | ジャック・ニコルソン     |
| 2001年 | プレッジ The Pledge                             | ジャック・ニコルソン     |
| 2002年 | 11'9''01/セプテンバー11 11'09'01 - September 11 | アーネスト・ボーグナイン |
| 2007年 | イントゥ・ザ・ワイルド Into the Wild            | エミール・ハーシュ       |
| 2016年 | ラスト・フェイス The Last Face                  | シャーリーズ・セロン     |
| 2021年 | フラッグ・デイ 父を想う日 Flag Day              | ショーン・ペン           |

## 日本語吹き替え
『Uターン』以降、山路和弘が主に吹き替えている。同業者間でも高い評価を得ている配役であり、『LIFE!』がザ・シネマで新録吹替が制作された際には殆どの声優陣が一新された中で、旧録版における山路のペンのシンクロ度が高かったことから唯一の続投となった。
このほかにも、安原義人、平田広明、家中宏、内田夕夜なども複数回、声を当てている。